# Melkiorre Melis
Melkiorre Melis (Bosa, 1º aprile 1889 – Roma, 14 dicembre 1982) è stato un artista italiano.

## Biografia
Figlio di commercianti sardi, quarto di otto fratelli, tra i quali si ricordano, per l'impegno artistico, il ceramista Federico, l'imprenditrice tessile Olimpia e l'illustratore Pino, Melkiorre Melis si formò, nella sua città natale, accanto al pittore parmense Emilio Scherer, allievo di Domenico Morelli.
Nel 1909 ottenne un sussidio municipale che gli permise di proseguire gli studi presso la Scuola libera del nudo dell'Accademia di Roma. Nella capitale, frequentò una scuola di disegno e lo studio di Duilio Cambellotti. Fu impiegato come disegnatore in uno stabilimento di arti grafiche, dando inizio alla carriera di illustratore. Tra i primi lavori si annoverano le illustrazioni per il Giornale d'Italia, esposte al Palazzo delle Esposizioni di Roma (1931).
Partecipò alla I Esposizione artistica sarda con il dipinto L'ucciso, poi esposto nella galleria Cova di Milano e presso la I Biennale di Roma e, nel 1919, divenne direttore artistico della Rivista sarda. Negli anni '20 si dedicò alla decorazione di interni (ornando, tra l'altro, la sala da ballo della casa d'arte Bragaglia, a Roma) e all'allestimento di esposizioni temporanee. Allestì, anche con le opere del fratello Federico, la sezione sarda della I Biennale delle arti decorative di Monza, mostra che fu ripetuta a Roma, presso il Palazzo delle Esposizioni. Nel 1925 e nel 1927 partecipò nuovamente alla Biennale di Monza.
Nel 1925 espose il dipinto La regina saracena presso la Mostra degli amatori e cultori di Roma, nel 1927 allestì la sala dedicata alle province sarde nella Mostra del grano di Roma, nel Palazzo delle Esposizioni. Nel 1928 espose il Nido delle sirene alla II Mostra di arte marinara e, l'anno seguente, realizzò le pitture parietali per il II Salone internazionale dell'automobile, sponsorizzato dalla FIAT. Partecipò alla XVII Biennale di Venezia (1930) e alla I Quadriennale di Roma (1931). In seguito orientò la sua produzione artistica verso la ceramica proseguendo il lavoro di grafico e ottenendo, in questo campo, prestigiose commesse.
Nel 1934 il governatore della Libia, Italo Balbo, gli affidò la direzione della Scuola musulmana di arti e mestieri di Tripoli, presso la quale aprì una sezione dedicata alla ceramica dando un contributo alla produzione artigiana della comunità locale. 
Alcune repliche delle sue opere ceramiche furono accolte alla I Triennale d'Oltremare a Napoli e alla IX Mostra dell'artigianato a Firenze (1939).
Abbandonò definitivamente la Libia (1942) e continuò la sua attività espositiva. Partecipò alla Mostra d'arte moderna della Sardegna tenutasi a Venezia nel 1949 con l'opera Beduina al mercato, poi esposta alla Galleria d'arte moderna di Roma.
Nel 1951 partecipò alla VI Quadriennale di Roma e la città di Sassari gli conferì il premio per la pittura. Nel 1965 divenne docente presso una Scuola d'arte a Roma, dove morì il 14 dicembre 1982.